# Krasiukî, Tarașcea
Krasiukî (în ucraineană Красюки) este un sat în comuna Severînivka din raionul Tarașcea, regiunea Kiev, Ucraina.

## Demografie
Componența lingvistică a localității Krasiukî
     Ucraineană (95,12%)
     Rusă (4,88%)
Conform recensământului din 2001, majoritatea populației localității Krasiukî era vorbitoare de ucraineană (95,12%), existând în minoritate și vorbitori de rusă (4,88%).